# Philodendron surinamense
Philodendron surinamense là một loài thực vật có hoa trong họ Ráy (Araceae). Loài này được (Miq.) Engl. miêu tả khoa học đầu tiên năm 1879.